# Supreme Clientele
Supreme Clientele ist das zweite Soloalbum des US-amerikanischen Rappers Ghostface Killah. Es erschien am 8. Februar 2000 über die Labels Epic Records, Sony Music Entertainment und Razor Sharp.

## Titelliste
1. Intro – 0:46
2. Nutmeg (feat. RZA) – 4:25
3. One – 3:46
4. Saturday Nite – 1:39
5. Ghost Deini (feat. Superb) – 4:05
6. Apollo Kids (feat. Raekwon) – 3:54
7. The Grain (feat. RZA) – 2:34
8. Buck 50 (feat. Method Man, Cappadonna und Redman) – 4:02
9. Mighty Healthy – 3:21
10. Woodrow the Base Head (Skit) – 3:04
11. Stay True – 1:39
12. We Made It (feat. Superb, Chip Banks und Hell Razah) – 4:37
13. Stroke of Death (feat. Solomon Childs und RZA) – 1:56
14. Iron’s Theme – Intermission (Intermission) – 1:30
15. Malcolm – 4:15
16. Who Would You Fuck (Skit) – 2:44
17. Child’s Play – 3:33
18. Cherchez La Ghost (feat. U-God) – 3:11
19. Wu Banga 101 (feat. GZA, Raekwon, Cappadonna und Masta Killa) – 4:23
20. Clyde Smith (Skit) – 2:40
21. Iron’s Theme – Conclusion – 1:58

## Rezeption
Die E-Zine Laut.de bewertete Supreme Clientele im Zuge der Rubrik „Meilensteine“ mit fünf von möglichen fünf Punkten. Aus Sicht des Redakteurs Stefan Johannesberg mixe Ghostface Killah „vollkommen abgedrehte Lyrics, Soul-Bap-Banger im harten New York-Gewand, sympathische Großmäuligkeit, Ironman-Referenzen, schräg-sägende Hooks, Beats, die nur einen Scratch loopen, und Gespräche über das Flachlegen sämtlicher Frauen im Rapgame zu einem irrwitzigen und seltsamerweise vollkommen stimmig schmeckenden Cocktail.“ Auf Stücken wie dem „böse polternden“ Mighty Healthy, dem „fast italo-elektro-poppigen“ Cherchez La Ghost sowie Stroke Of Death, auf dessen „verstörenden Rückwärts-Scrachloop“ Ghostface Killah förmlich fliege, breche sich das „Selbstvertrauen“ des Rappers Bahn.

## Kommerzieller Erfolg

### Chartplatzierungen
Supreme Clientele erreichte Platz 7 der US-amerikanischen Billboard 200. Insgesamt konnte sich die Veröffentlichung 19 Wochen in den Album-Charts der Vereinigten Staaten halten. Es stieg in den deutschen Charts auf Rang 75 ein und fiel in der zweiten und letzten Woche auf Platz 87 ab. Nach einer Wiederveröffentlichung 2025 erreichte das Album mit Platz 52 eine neue Bestmarke.
| ChartsChartplatzierungen       | Höchstplatzierung | Wochen |
| ------------------------------ | ----------------- | ------ |
| Deutschland (GfK)              | 52 (3 Wo.)        | 3      |
| Vereinigte Staaten (Billboard) | 7 (19 Wo.)        | 19     |

### Auszeichnungen für Musikverkäufe
| Land/Region               | Auszeichnungen für Musikverkäufe (Land/Region, Auszeichnung, Verkäufe) | Verkäufe |
| ------------------------- | ---------------------------------------------------------------------- | -------- |
| Vereinigte Staaten (RIAA) | Gold                                                                   | 500.000  |
| Insgesamt                 | 1× Gold ·                                                              | 500.000  |